# Sahana Kumari
Sahana Kumari Nagaraj Gobbargumpi (in tamil: சகானா குமாரி நாகராஜ் கோப்பர்கம்பி; Kotekar, 6 marzo 1982) è un'ex altista indiana.

## Biografia
Nata in un villaggio del Dakshina Kannada, Kumari ha iniziato a praticare sport incoraggiata dalla famiglia e dall'istituzione scolastica. Sollecitata dal padre, che praticava salto in alto all'interno dell'Bhāratīya Vāyu Senā, Kumari inizia a competere a livello locale a partire dal 2002. Nel 2004 debutta internazionalmente ai Campionati asiatici indoor in Iran, vincendo una medaglia di bronzo. Nel corso della sua carriera ha gareggiato soprattutto in ambito continentale e vincendo alcune medaglie in ambito regionale ai Giochi dell'Asia meridionale, tra cui una medaglia d'oro nel 2016. A livello mondiali Kumari è stata l'ultima atleta indiana a qualificarsi ai Giochi olimpici di Londra 2012, non riuscendo però ad andare oltre le qualificazioni.

## Record nazionali
- Salto in alto: 1,92 m ( Hyderabad, 23 giugno 2012)

## Palmarès
| Anno | Manifestazione                   | Sede        | Evento        | Risultato | Prestazione | Note |
| ---- | -------------------------------- | ----------- | ------------- | --------- | ----------- | ---- |
| 2004 | Campionati asiatici indoor       | Teheran     | Salto in alto | Bronzo    | 1,79 m      |      |
| 2004 | Giochi dell'Asia meridionale     | Islamabad   | Salto in alto | Argento   | 1,75 m      |      |
| 2008 | Campionati asiatici indoor       | Doha        | Salto in alto | 5ª        | 1,80 m      |      |
| 2008 | Campionati dell'Asia meridionale | Kochi       | Salto in alto | Oro       | 1,85 m      |      |
| 2009 | Campionati asiatici              | Canton      | Salto in alto | 7ª        | 1,80 m      |      |
| 2010 | Giochi dell'Asia meridionale     | Dacca       | Salto in alto | Argento   | 1,79 m      |      |
| 2010 | Giochi del Commonwealth          | Nuova Delhi | Salto in alto | 4ª        | 1,83 m      |      |
| 2010 | Giochi asiatici                  | Canton      | Salto in alto | 7ª        | 1,84 m      |      |
| 2012 | Campionati asiatici indoor       | Hangzhou    | Salto in alto | 4ª        | 1,80 m      |      |
| 2012 | Giochi olimpici                  | Londra      | Salto in alto | 29ª (q)   | 1,80 m      |      |
| 2013 | Campionati asiatici              | Pune        | Salto in alto | 4ª        | 1,86 m      |      |
| 2014 | Giochi del Commonwealth          | Glasgow     | Salto in alto | 8ª        | 1,86 m      |      |
| 2014 | Giochi asiatici                  | Incheon     | Salto in alto | 8ª        | 1,80 m      |      |
| 2016 | Giochi dell'Asia meridionale     | Guwahati    | Salto in alto | Oro       | 1,78 m      |      |
| 2017 | Campionati asiatici              | Bhubaneswar | Salto in alto | 6ª        | 1,75 m      |      |